# Joaquim Ros i Bofarull
Joaquim Ros i Bofarull (Barcelona, 1906 - ibídem, 1991) fue un escultor español. 

## Biografía
Estudió en la Escuela de Bellos Oficios, donde fue discípulo de Francesc d'Assís Galí. Realizó una estancia en París, donde trabajó con Pablo Gargallo. Participó en las exposiciones de Primavera de los años 1930. Sus obras, de estilo novecentista, tenían cierta tendencia a la estilización.
Colaboró en la obra del trono de la Virgen de Montserrat para el monasterio de Montserrat (1947), y realizó el Monumento a Miquel Biada i Bunyol (1948) en Mataró, ciudad donde efectuó diversas esculturas para la basílica de Santa María (imágenes de la Virgen María y las santas Juliana y Semproniana en el altar mayor y esculturas del cimborrio).

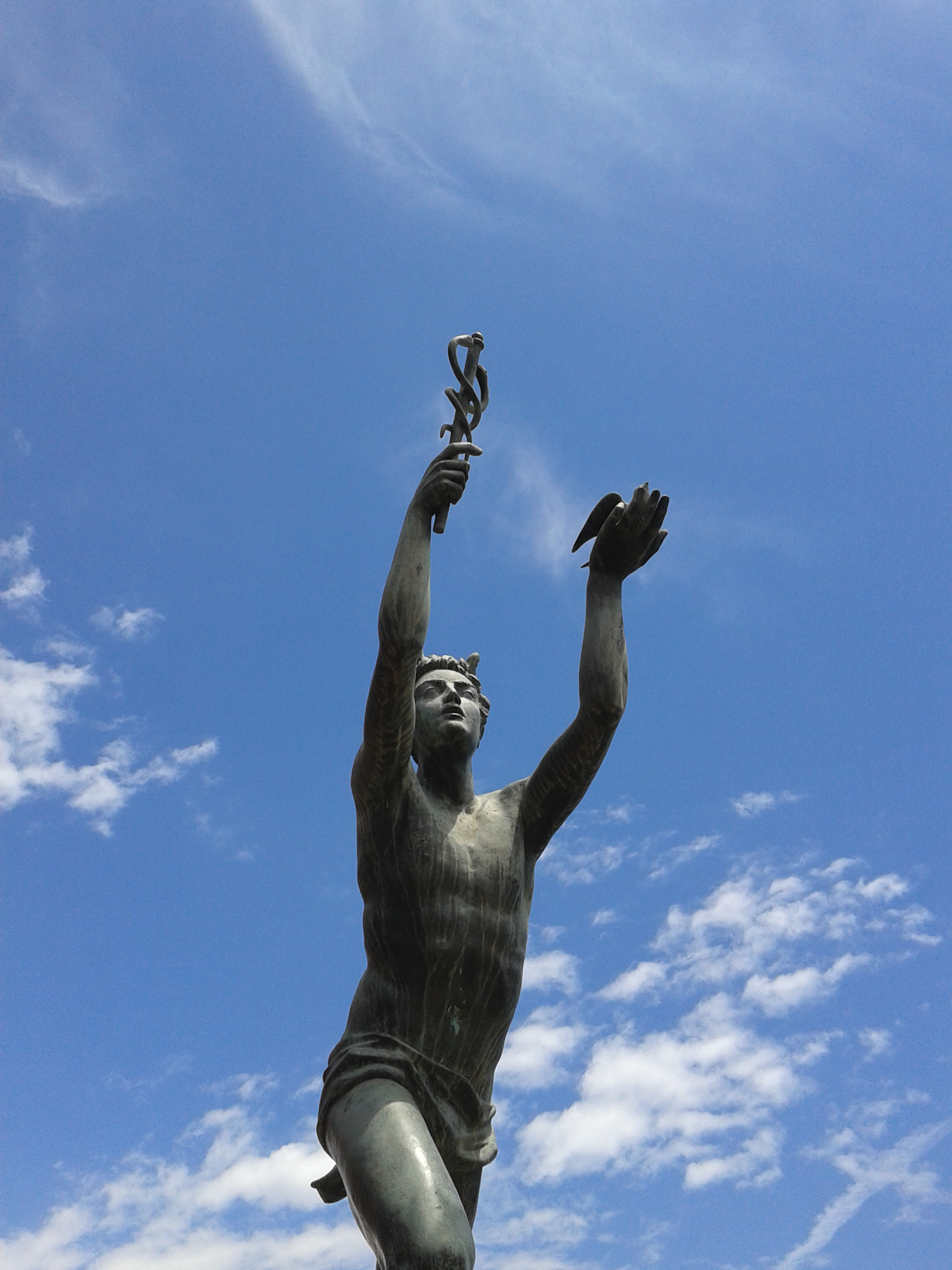
Monumento a Miquel Biada, Mataró.

En Barcelona fue autor de los grupos escultóricos El estudio y La investigación para la fachada del colegio Rius i Taulet, en la plaza de Lesseps (1957); El niño del aro, en el Parque del Guinardó (1961); y El Ave de los temporales, en los jardines Mossèn Costa i Llobera (1970). Elaboró también varias de las esculturas y relieves de la sede del Banco Vitalicio (1950), en la esquina entre la Gran Vía de las Cortes Catalanas y el paseo de Gracia, en colaboración con Enric Monjo, Vicenç Navarro, Llucià Oslé y Miquel Oslé. Fue autor además de la Adoración de los Reyes y la Adoración de los pastores para la fachada del Nacimiento del Templo Expiatorio de la Sagrada Familia, obra de Antoni Gaudí (1981-1982).
Legó una colección de dibujos, estampas, documentos y fotografías a la Biblioteca de Cataluña. Una representación de sus obras se encuentra en el Museo Nacional de Arte de Cataluña.
Fue padre del también escultor Joaquim Ros i Sabaté.